# Olympische Sommerspiele 1996/Kanu – Einer-Canadier 500 m (Männer)
Die Wettkämpfe im Einer-Canadier über 500 Meter bei den Olympischen Sommerspielen 1996 fanden vom 31. Juli bis 4. August 1996 auf dem Lake Lanier statt.

## Ergebnisse

### Vorläufe
Die jeweils ersten zwei Boote qualifizierten sich direkt für das Finale, die restlichen Athleten für die Halbfinals.

#### Vorlauf 1
| Rang | Athleten              | Nation             | Zeit         |
| ---- | --------------------- | ------------------ | ------------ |
| 1    | Martin Doktor         | Tschechien         | 1:52,907 min |
| 2    | Slavomír Kňazovický   | Slowakei           | 1:52,971 min |
| 3    | Steve Giles           | Kanada             | 1:53,803 min |
| 4    | Michał Śliwiński      | Ukraine            | 1:54,283 min |
| 5    | Nikolaj Buchalow      | Bulgarien          | 1:54,727 min |
| 6    | Konstantin Negodjajew | Kasachstan         | 1:55,859 min |
| 7    | Jim Terrell           | Vereinigte Staaten | 1:57,295 min |
| 8    | José Manuel Crespo    | Spanien            | 1:57,915 min |
| 9    | Andrei Placinta       | Moldau             | 1:59,423 min |

#### Vorlauf 2
| Rang | Athleten              | Nation      | Zeit         |
| ---- | --------------------- | ----------- | ------------ |
| 1    | Thomas Zereske        | Deutschland | 1:53,840 min |
| 2    | Imre Pulai            | Ungarn      | 1:54,244 min |
| 3    | Éric le Leuch         | Frankreich  | 1:54,544 min |
| 4    | Christian Frederiksen | Dänemark    | 1:55,056 min |
| 5    | Florin Huidu          | Rumänien    | 1:58,140 min |
| 6    | Dražen Funtak         | Kroatien    | 2:00,076 min |
| 7    | Silvestre Pereira     | Portugal    | 2:01,576 min |
| 8    | Yevgeny Astanin       | Usbekistan  | 2:02,532 min |

### Halbfinalläufe
Die ersten zwei Boote des jeweiligen Halbfinals und der zeitbessere Dritte erreichten das Finale.

#### Halbfinale 1
| Rang | Athleten              | Nation     | Zeit         |
| ---- | --------------------- | ---------- | ------------ |
| 1    | Michał Śliwiński      | Ukraine    | 1:52,093 min |
| 2    | Konstantin Negodjajew | Kasachstan | 1:52,423 min |
| 3    | Éric le Leuch         | Frankreich | 1:53,305 min |
| 4    | José Manuel Crespo    | Spanien    | 1:54,121 min |
| 5    | Florin Huidu          | Rumänien   | 1:56,733 min |
| 6    | Andrei Placinta       | Moldau     | 1:57,457 min |
| 7    | Silvestre Pereira     | Portugal   | 1:57,949 min |

#### Halbfinale 2
| Rang | Athleten              | Nation             | Zeit         |
| ---- | --------------------- | ------------------ | ------------ |
| 1    | Steve Giles           | Kanada             | 1:51,614 min |
| 2    | Nikolaj Buchalow      | Bulgarien          | 1:51,914 min |
| 3    | Christian Frederiksen | Dänemark           | 1:52,174 min |
| 4    | Jim Terrell           | Vereinigte Staaten | 1:54,086 min |
| 5    | Dražen Funtak         | Kroatien           | 1:58,570 min |
| 6    | Yevgeny Astanin       | Usbekistan         | 1:59,042 min |

### Finale
| Rang | Athleten              | Nation         | Zeit         |
| ---- | --------------------- | -------------- | ------------ |
| 1    | Martin Doktor         | Tschechien     | 1:49,934 min |
| 2    | Slavomír Kňazovický   | Slowakei       | 1:50,510 min |
| 3    | Imre Pulai            | Ungarn         | 1:50,758 min |
| 4    | Michał Śliwiński      | Ukraine        | 1:51,714 min |
| 5    | Thomas Zereske        | Deutschland    | 1:52,358 min |
| 6    | Christian Frederiksen | Dänemark       | 1:52,846 min |
| 7    | Konstantin Negodjajew | Kasachstan     | 1:53,158 min |
| 8    | Steve Giles           | Kanada         | 1:53,326 min |
| —    | Eric Jamieson         | Großbritannien | DSQ          |